# 2 Broke Girls
2 Broke Girls oder auch Two Broke Girls (auf Deutsch sinngemäß: „Zwei abgebrannte Mädchen“) ist eine US-amerikanische Sitcom mit Kat Dennings und Beth Behrs in den Hauptrollen. Von 2011 bis 2017 wurden sechs Staffeln von Warner Bros. Television für den Sender CBS produziert. Die Schöpfer der Serie sind Michael Patrick King und Whitney Cummings.
Die Serie handelte von den miteinander befreundeten Kellnerinnen Max und Caroline, die aus unterschiedlichen sozialen Schichten und Milieus stammen und Geldprobleme haben.

## Handlung

### Staffel 1
Max Black lebt mit ihrem Freund in einer kleinen Wohnung in Brooklyn in New York City und hat zwei Jobs: Sie arbeitet als Babysitter bei einer reichen Familie in Manhattan und als Kellnerin in einem Diner in Williamsburg. Ihre neue Kollegin ist Caroline Channing, deren Familie zu den reichsten der Stadt zählte, aber plötzlich über keinen Cent mehr verfügt, weil ihr Vater als Betreiber eines Schneeballsystems verhaftet worden ist. Sie musste bislang noch nie arbeiten und ist deswegen bei Max anfänglich nicht beliebt.
Als Max Caroline in der U-Bahn findet, in der diese die Nacht verbrachte, nimmt sie sie aus Mitleid mit in ihre Wohnung. Während Max beim Babysitten ist, versucht deren Freund bei Caroline zu landen, die ihn aber zurückweist und Max zur Trennung rät. Max wirft ihren Freund aus der Wohnung und nimmt Caroline und deren Pferd bei sich auf. Die beiden Frauen entwickeln den Plan, ein Cupcake-Geschäft zu eröffnen. Dafür brauchen sie jedoch 250.000 US-Dollar; im späteren Verlauf der Serie verringert sich der benötigte Betrag erheblich. Am Ende jeder Folge wird eingeblendet, welche Summe die beiden auf dem Weg zur Erfüllung ihres Traums bereits verdient haben.

### Staffel 2
Im Laufe der zweiten Staffel wird eine Suppenküche im nahegelegenen Einkaufszentrum Schauplatz eines Mordes. Caroline sieht dadurch die Chance, für den Cupcake-Laden günstig Räume zu bekommen. Max und Caroline brauchen ein Darlehen von der Bank, um den Laden finanzieren zu können. Die Bank weist sie ab, deshalb kommt Max auf die Idee, ihre Eizellen zu verkaufen. Ihre Nachbarin Sophie schenkt den beiden einen Scheck über $ 20.000; damit löst sich das Problem.
Sie renovieren den Laden und eröffnen ihr erstes Cupcake-Geschäft, das aber nur mäßig erfolgreich ist. Währenddessen kommt Caroline mit Andy zusammen, der gegenüber dem Cupcake-Laden ein Süßwarengeschäft führt. Schließlich können Max und Caroline die Pacht nicht mehr bezahlen und müssen den Laden schließen. Andy trennt sich von Caroline. Im Diner finden sie einen zugestellten, renovierungsbedürftigen Raum. Der koreanische Chef des Diners, Han, erlaubt den beiden, dort ein Cupcake-Geschäft zu eröffnen.

### Staffel 3
Nach Arbeitsschluss im Diner eröffnen sie im frisch renovierten Hinterzimmer ihr zweites Cupcake-Geschäft. Doch schon am Abend der Eröffnung stirbt ihr erster Kunde, ein britischer Rockstar, an einer Überdosis Drogen. Durch dieses Ereignis wird ihr kleines Geschäft populär. Um sich weiterzubilden, besucht Max eine Konditorschule, und um dies zu finanzieren, arbeitet Caroline dort im Büro.
Max lernt Deke kennen und fängt eine Beziehung mit ihm an. Als sie erfährt, dass er reich ist, möchte sie die Beziehung beenden, was Deke verhindern kann. Nach einem Treffen mit seinen Eltern stellen diese ihren Sohn vor die Wahl: Wenn er mit Max zusammenbleibt, streichen sie ihm die finanzielle Unterstützung. Deke entscheidet sich für Max, doch diese erkennt, dass Deke nicht ohne das Geld seiner Eltern leben kann, und macht aus Liebe mit ihm Schluss.
Caroline findet Gefallen an Nicholas, dem französischen Chef der Konditorschule. Dieser führt eine offene Ehe, doch Caroline möchte keine Affäre mit einem verheirateten Mann beginnen. Als Nicholas sich schließlich scheiden lassen will, kommt es zum Eklat, und Nicholas’ Frau erfährt von der Affäre. Daraufhin zieht Nicholas wieder nach Frankreich, und die Konditorschule wird geschlossen.

### Staffel 4
Um den Umsatz für ihren Cupcake-Laden anzukurbeln, lassen Max und Caroline T-Shirts mit Cupcakes drucken, welche sich zunächst sehr erfolgreich verkaufen lassen, bis ein Bewohner des Hauses mit einem ihrer Shirts öffentlich als Straftäter im Fernsehen zu sehen ist. Der Kredit für dieses Vorhaben ist schnell aufgebraucht, und so nehmen sie Jobs in der Nobel-Patisserie The High an. Ihr eigener Laden wird vorübergehend geschlossen. Im The High lernen sie den jungen gut aussehenden Iren Nash kennen, mit dem Max eine intime Beziehung eingeht. Mit Hilfe der Frauen startet Nash eine Modelkarriere. Daraufhin bekommen Caroline und Max die Verantwortung für eine Patisserie-Filiale am Flughafen übertragen. Bald geben sie dies aber wieder auf, da sie in ihrem eigenen Cupcake-Laden weiterarbeiten möchten.
Die Beziehung von Oleg und Sophie intensiviert sich, und Oleg macht ihr einen Heiratsantrag. Nach Streit über eine gemeinsame Wohnung kommt es im Staffelfinale zur Hochzeit. Am Ende der Staffel sitzen Max und Caroline im Flugzeug nach Paris.

### Staffel 5
Max und Caroline verschlägt es nach Los Angeles. Eine Filmproduzentin will Carolines Geschichte verfilmen lassen und ihr dafür eine Gage von 250.000 Dollar zahlen. Max lernt in Hollywood den attraktiven Prominenten-Anwalt Randy kennen, mit dem sie kurze Zeit eine Beziehung führt, bis sich die beiden wegen Max’ Rückreise trennen.
Zurück in New York beschließen Max und Caroline, aus dem Cupcake-Geschäft eine Dessert-Bar zu machen. Randy besucht Max für einen Monat in New York, um zu schauen, ob sie zusammenbleiben können. Max merkt, dass sie zusammenpassen, und Randy reist dennoch ab. Oleg und Sophie planen ein Baby. Nach mehreren Versuchen wird Sophie schwanger.

### Staffel 6
Caroline und Max eröffnen ihre Dessert-Bar und arbeiten tagsüber weiterhin in Hans Diner. Trotz einiger Rückschläge entwickelt sich das neue Geschäft im Laufe der Zeit gut. Max führt eine Weile eine Fernbeziehung mit Randy, sieht aber nach mehreren Problemen ein, dass deren Beziehung auf diese Art und Weise keine Zukunft hat. Während Max Randy nachtrauert, lernt Caroline im Rahmen von Renovierungsarbeiten an der Dessert-Bar den Bauunternehmer Bobby kennen. Auch Olegs und Sophies Beziehung ist von Glück gesegnet: Sie sind nun stolze Eltern ihrer Tochter Barbara.
Carolines Beziehung zu Bobby entwickelt sich positiv, auch Bobbys Familie akzeptiert Caroline nach anfänglichen Schwierigkeiten. Der Film über Carolines Geschichte feiert seine Premiere. Anlässlich der Filmpremiere ist auch Randy nach New York gereist und überrascht Max mit einem Heiratsantrag.

## Besetzung und Synchronisation

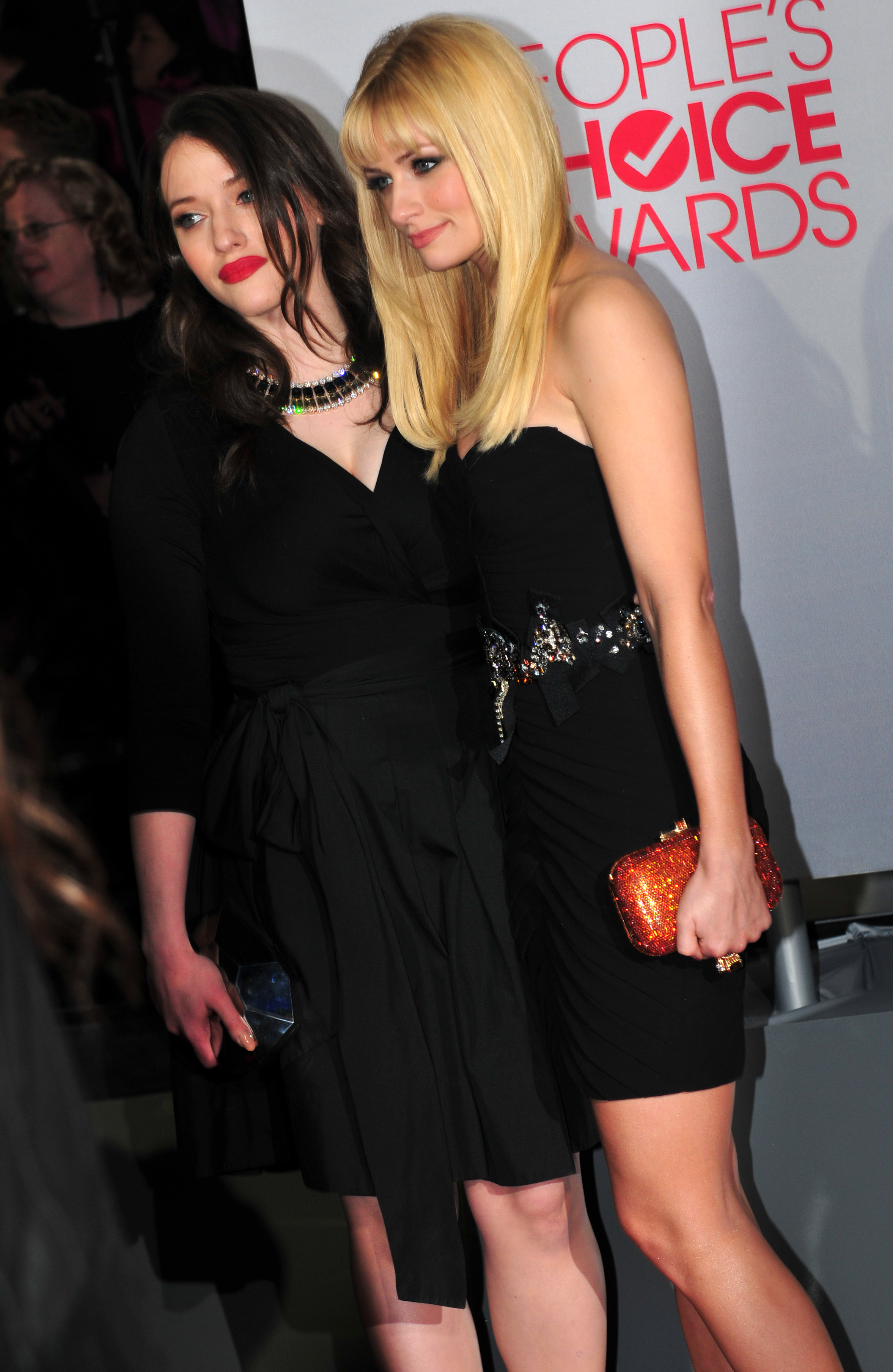
Die Hauptdarstellerinnen Kat Dennings und Beth Behrs bei den People’s Choice Awards 2012

Die deutsche Synchronisation entsteht nach einem Dialogbuch von Matthias von Stegmann und Gabrielle Pietermann und unter der Dialogregie von Katrin Fröhlich durch die Synchronfirma Arena Synchron in Berlin.
| Rollenname                                 | Schauspieler       | Synchronsprecher  | Hauptrolle (Episode) | Nebenrolle (Episode)        |
| ------------------------------------------ | ------------------ | ----------------- | -------------------- | --------------------------- |
| Maxine „Max“ George Black                  | Kat Dennings       | Tanya Kahana      | 1.01–6.22            |                             |
| Caroline Wesbox Channing                   | Beth Behrs         | Sonja Spuhl       | 1.01–6.22            |                             |
| Han „Bryce“ Lee                            | Matthew Moy        | Marius Clarén     | 1.01–6.22            |                             |
| Earl Washington                            | Garrett Morris     | Uli Krohm         | 1.01–6.22            |                             |
| Vanko „Oleg“ Golishevsky                   | Jonathan Kite      | Frank Schaff      | 1.01–6.22            |                             |
| Zofia „Sophie“ Kaczyński (auch: Kachinsky) | Jennifer Coolidge  | Katrin Fröhlich   | 2.01–6.22            | 1.14–1.24                   |
| Peach Landis                               | Brooke Lyons       | Giuliana Jakobeit |                      | 1.01–1.22                   |
| Robbie                                     | Noah Mills         | Jaron Löwenberg   |                      | 1.01–1.02, 2.10             |
| Johnny                                     | Nick Zano          | Marcel Collé      |                      | 1.03–1.09, 1.23–1.24, 2.10  |
| Martin Channing                            | Mike Jerome Putnam | Bernd Vollbrecht  |                      | 1.18                        |
| Martin Channing                            | Steven Weber       | Bernd Vollbrecht  |                      | 2.01, 2.23, 5.17            |
| „Candy“ Andy                               | Ryan Hansen        | Tim Knauer        |                      | 2.06–2.14, 2.21, 5.03, 6.21 |
| Luis                                       | Federico Dordei    | Markus Pfeiffer   |                      | 3.04, 3.06, 3.08–3.14, 3.16 |
| Nicolas                                    | Gilles Marini      | Manuel Straube    |                      | 3.09–3.18                   |
| Bebe                                       | Mary Lynn Rajskub  | Julia Ziffer      |                      | 3.09–3.12, 3.15             |
| John „Big Mary“                            | Patrick Cox        | Rainer Fritzsche  |                      | 3.10–3.20, 4.16–4.22        |
| Deacon „Deke“ Bromberg                     | Eric André         | Leonhard Mahlich  |                      | 3.10–3.20                   |
| Joedth „Jo“                                | Sandra Bernhard    | Sabine Arnhold    |                      | 4.16–4.20                   |
| Nashit „Nash“                              | Austin Falk        | Patrick Baehr     |                      | 4.17–4.20                   |
| Randy                                      | Ed Quinn           | Tobias Kluckert   |                      | 5.13–6.02, 6.06, 6.09–6.22  |
| Bobby                                      | Christopher Gorham | Kim Hasper        |                      | 6.14–6.22                   |

Anmerkungen
1. ↑  Meist unregelmäßige Auftritte im genannten Zeitraum

### Nennenswerte Gastdarsteller
Im Verlauf der Serie traten einige bekannte Persönlichkeiten als Gastdarsteller auf. Dazu gehören 2 Chainz, Kim Kardashian, Martha Stewart, RuPaul, Piers Morgan sowie die Victoria's-Secret-Models Lily Aldridge und Martha Hunt, die sich alle selbst spielten. Außerdem waren Andy Dick, Caroline Rhea, Cedric the Entertainer, Debra Wilson, George Hamilton, Hal Linden, Jesse Metcalfe, Kyle Gass, Lindsay Lohan, Mayte Garcia und Missi Pyle in anderen Rollen zu sehen.

## Ausstrahlung
Vereinigte Staaten
Die Pilotfolge lief am 19. September 2011 bei CBS im Anschluss an die neunte Staffelpremiere von Two and a Half Men. Zum Abschluss der ersten Staffel wurde am 7. Mai 2012 eine Doppelfolge gesendet. Aufgrund der guten Einschaltquoten gab CBS bereits im März 2012 die Produktion einer zweiten Staffel bekannt. Die Ausstrahlung der zweiten Staffel begann am 24. September 2012. Das Staffelfinale wurde am 13. Mai 2013 gezeigt. Die dritte Staffel wurde zwischen dem 23. September 2013 und dem 5. Mai 2014 von CBS ausgestrahlt. Im März 2014 wurde die Serie um eine vierte Staffel verlängert, die vom 27. Oktober 2014 bis 18. Mai 2015 von CBS gesendet wurde. Die fünfte Staffel war ab dem 12. November 2015 auf CBS zu sehen. Im März 2016 wurde die Serie um eine sechste Staffel verlängert. Nachdem zunächst eine auf 13 Episoden verkürzte 7. Staffel im Gespräch war, um die Handlung der Fernsehserie zu einem Abschluss zu bringen, wurde im Mai 2017 entschieden, die Fernsehserie nach 6 Staffeln zugunsten von drei neuen Serien abzusetzen.
Deutschland
Die Ausstrahlungsrechte für Deutschland sicherte sich im März 2012 die ProSiebenSat.1 Media. Die Ausstrahlung der ersten Staffel war zwischen dem 28. August 2012 und dem 19. Februar 2013 bei ProSieben zu sehen. Unmittelbar danach begann am 26. Februar 2013 die Ausstrahlung der zweiten Staffel. Sie lief bis zum 15. Oktober 2013. Am 7. Januar 2014 begann die Ausstrahlung der dritten Staffel. Am 21. April 2015 begann die Ausstrahlung der vierten Staffel. Die Ausstrahlung der fünften Staffel begann am 15. März 2016. Am 30. Januar 2017 startete die Ausstrahlung der sechsten Staffel.
Österreich
In Österreich startete die Ausstrahlung bei ATV am 10. Februar und endete bereits am 18. Februar 2013 wieder. Nach längerer Pause setzte man die Ausstrahlung schließlich am 1. September 2013, im Anschluss an Anger Management, fort.
Schweiz
In der Schweiz erfolgte die Ausstrahlung ab dem 1. September 2012 beim Sender 3+.

## Internationale Senderechte
- In Deutschland bei ProSieben.[17]
- In Kanada auf Citytv seit dem 19. September 2011.[18]
- In Großbritannien bei E4.[19]
- In Australien bei Nine Network.[20]
- In Lateinamerika bei Warner Channel.[21]

## DVD-Veröffentlichung
Vereinigte Staaten
- Staffel 1 erschien am 4. September 2012
- Staffel 2 erschien am 24. September 2013
- Staffel 3 erschien am 14. Oktober 2014
- Staffel 4 erschien am 11. August 2015
- Staffel 5 erschien am 20. September 2016
- Staffel 6 erschien am 3. Oktober 2017

Großbritannien
- Staffel 1 erschien am 22. Oktober 2012
- Staffel 2 erschien am 7. Oktober 2013
- Staffel 3 erschien am 6. Oktober 2014
- Staffel 4 erschien am 12. Oktober 2015
- Staffel 5 erschien am 10. Oktober 2016

Deutschland
- Staffel 1 erschien am 30. August 2013
- Staffel 2 erschien am 25. April 2014
- Staffel 3 erschien am 29. Januar 2015
- Staffel 4 erschien am 19. November 2015
- Staffel 5 erschien am 8. Dezember 2016
- Staffel 6 erschien am 7. Dezember 2017

## Trivia
- Für die deutschen Folgentitel wurde der Titel „Verzockt“ zweimal verwendet. Einmal für die 23. Folge der 3. Staffel und außerdem für die 22. Folge der 5. Staffel.
- Bis auf die Pilotfolge sind im Original alle Folgen nach dem Muster „And …“ betitelt, wobei der flexible Teil meist lose mit dem Inhalt der Folge zusammenhängt.